# Дує Боначич
Дує Боначич (хорв. Duje Bonačić; 10 квітня 1929, Спліт — 24 січня 2020) — югославський академічний веслувальник хорватського походження. Олімпійський чемпіон (1952).

## Життєпис
На літніх Олімпійських іграх 1952 року в Гельсінкі (Фінляндія) став олімпійським чемпіоном серед четвірок розпашних без стернового (з результатом 7:16.0).